# Tryckfel

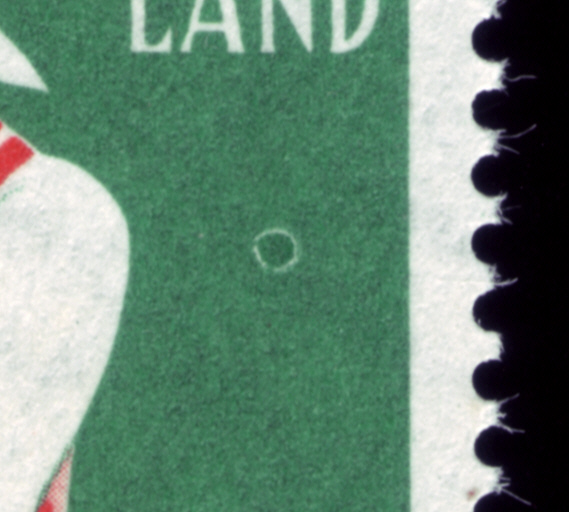
Tryckfel på ett frimärke på grund av ett främmande föremål på tryckplåten.

Tryckfel (latin: errata) är ett fel i en tryckt eller på annat sätt publicerad text som skapats någonstans mellan författarens hjärna och den publicerade texten. Felet benämns tryckfel när det syns i färdig text men kan ha uppstått långt tidigare i processen.
Oftast pratar man om tryckfel som uppstått i sättningsprocessen. Det är fel som sker när en sättare (perforatris) läser ett manus fel eller sätter trycktyper i fel ordning.
I den moderna teknologin, där sätteriet är digitaliserat och författaren själv kan leverera digitalt manus, kan tryckfelet uppstå som en felaktig konvertering någonstans i kedjan mellan författarens datorskärm och den färdiga tryckplåten. Olika operativsystem, typsnitt, dokumentformat och överföringsmetoder kan stöka till det, särskilt när ovanligare bokstäver eller skiljetecken är inblandade.
Tryckfel förebyggs genom korrekturläsning, som i regel behövs i flera skeden av processen. Redaktionen för det tryckta verket kan ha anställda korrekturläsare som går igenom manus och/eller provtryck. Inom korsordsbranschen är det vanligt att korsorden lämnas som pappersmanus som måste skrivas in och formges på dator. Den datoriserade versionen behöver då korrekturläsas, liksom pappersmanuset tidigare behövt gås igenom (ofta av en särskild "provlösare" – yrkesbenämning hos Bonnier Korsord), för att kunna godkännas för att lämnas över till digitalisering. Sista kontrollinstans är då redaktören, innan det hela skickas till tryckeriet. Och på tryckeriet ändras sedan endast fel som rör tryckning och misspassning som uppstår i tryckprocessen (se bild till höger).
När alla dessa kontrollåtgärder gåtts igenom och det ändå är fel i tryck, återstår bara att skylla på Tryckfelsnisse. Tryckfelsnisses makt har dock blivit mindre i den digitala publiceringens era. Fel som publiceras på webben kan rättas även efter att de offentliggjorts. I dagstidningars webbupplagor, brukar det märkas upp med att artikeln både noteras med publiceringsdatum (samt tidpunkt) och datum (samt tidpunkt) för uppdateringen.